# Косер, Хосе
Хосе Косер (исп. José Kozer, 28 марта 1940, Гавана) — кубинский поэт и переводчик.

## Биография
Родился в семье еврейских выходцев из Восточной Европы. С 1960 живёт в США. В 1967—1997 преподавал в Колледже округа Квинс Городского университета Нью-Йорка. Затем два года жил в Испании, после чего вернулся в США и вместе с женой живёт в Халландейле, около Майами. Издает журнал Enlace (Связь). Выступил одним из составителей антологии необарочной поэзии Латинской Америки Medusario: Muestra de la poesía latinoamericana (México: Fondo de Cultura Económica, 1996). Книги стихов Косера выходили в США, Испании, многих странах Латинской Америки (и лишь в считанных случаях — на Кубе), издавались на английском, немецком и португальском языках; в 2018 году в Киеве вышла книга стихов «Анима» в переводе Татьяны Ретивовой.
Переводит стихи и прозу с английского и японского (Готорн, Сайгё, Нацумэ Сосэки, Сайто Мокити, Акутагава и др.).

## Книги стихов
- «Padres y otras profesiones» (1972)
- «De Chepén a La Habana» (1973)
- «Este judío de números y letras» (1975)
- «Y así tomaron posesión en las ciudades» (1978)
- «La rueca de los semblantes» (1980)
- «Jarrón de las abreviaturas» (1980)
- «Antología breve» (1981)
- «Bajo este cien» (1983)
- «La garza sin sombras» (1985)
- «El carillón de los muertos» (1987)
- «Carece de causa» (1988)
- «De donde oscilan los seres en sus proporciones» (1990)
- «Trazas del lirondo» (1993)
- «Los paréntesis» (1996, антология)
- «Et mutabile» (1996)
- «Réplicas» (1997, антология; Матансас)
- «Dípticos» (1998)
- «No buscan reflejarse: antología poética» (Гавана, 2001)
- «Bajo este cien y otros poemas» (2002, антология)
- «Rosa cúbica» (2002)
- «La voracidad grafómana. José Kozer» (2002)
- «Anima» (2002)
- «Madame Chu y otros poemas» (2002, с переводами на португальский)
- «Un caso llamado FK» (2002)
- «Y del esparto y la invariabilidad: antología, 1983—2004» (2005)
- «Ogi no mato» (2005)
- «Trasvasando» (2006)
- «22 poemas» (2007)
- «En feldafing las cornejas» (2007)
- «Semovientes» (Гавана, 2007)
- «De donde son los poemas» (2007)
- «JJJJ160» (2008)
- «Figurado y literal» (2009)
- «Actividad del azogue» (2009)
- «Acta» (2010)
- «Tokonoma» (2011)

## Другие издания
- Una huella destartalada: diarios (2003, дневники)

## Признание
Ибероамериканская поэтическая премия Пабло Неруды (2013).